# Jiří Hájek
Pour les articles homonymes, voir Hájek.
Jiří Hájek, né le 6 juillet 1913[réf. nécessaire] à Krhanice u Benešova et mort le 10 octobre 1993[réf. nécessaire] à Prague, est un écrivain, professeur de droit, dissident et homme politique tchécoslovaque puis tchèque qui a obtenu le prix Rafto en 1987

## Biographie
Il fut le porte-parole de la Charte 77, pétition des dissidents opposés au processus de « Normalisation » de la société tchécoslovaque, sous le régime de la République socialiste tchécoslovaque.
Sa région électorale était la Bohême-du-Sud.
Jiří Hájek a fait partie :
- du Conseil national tchèque du 6 juin 1992 au 31 décembre 1992 ;
- de la Chambre des députés du 6 juin 1992 au 6 juin 1996.